# 中嶋裕樹
中嶋 裕樹（なかじま ひろき、1962年4月10日 - ）は、日本の実業家。トヨタ自動車代表取締役副社長兼CTO。大阪府出身。

## 略歴・人物
1987年4月、京都大学大学院工学研究科・工学部を卒業後、トヨタ自動車入社。
2020年1月、トヨタ自動車執行役員就任。
2023年4月、佐藤恒治新社長のもと、宮崎洋一と共に執行役員兼副社長に就任。同年6月の株主総会後、取締役副社長に就任。
2025年6月、代表取締役副社長に就任。